# Bobangi
I Bobangi, conosciuti anche come Bangi o Bangala (plurale di mongala/Ngala), sono un gruppo etnico congolese diviso tra la Repubblica Democratica del Congo e la Repubblica del Congo, originario della regione tra i fiumi Congo e Ubangi nella Repubblica Democratica del Congo (RDC). In passato erano grandi piroghieri e pescatori, ma anche commercianti, guerrieri e temibili pirati. Tutta la loro vita ruotava intorno ai fiumi, infatti la radice del loro nome, Ngala, è un'antica parola che significa “pirata” nelle Lingue Teke. Controllavano il commercio fluviale a nord della Palude di Malebo durante il periodo in cui la regione non era ancora stata colonizzata dalle forze belghe e francesi.
Parlano il Bobangi, il Lingala classico o altre lingue e dialetti correlati. Il lingala si è diffuso ben oltre i confini della comunità bangala ed è parlato da Kisangani a Kinshasa. Si è evoluto notevolmente dalle sue origini, diventando una lingua franca. Oggi il Lingala è una lingua molto importante in Congo-Kinshasa e in Congo Brazzaville.